# Dendrophthora flagelliformis
Dendrophthora flagelliformis är en sandelträdsväxtart som först beskrevs av Jean-Baptiste de Lamarck, och fick sitt nu gällande namn av Krug & Urban. Dendrophthora flagelliformis ingår i släktet Dendrophthora och familjen sandelträdsväxter. Inga underarter finns listade i Catalogue of Life.